# Villefranche-sur-Cher
Villefranche-sur-Cher  es una población y comuna francesa, en la región de Centro, departamento de Loir y Cher, en el distrito de Romorantin-Lanthenay y cantón de Mennetou-sur-Cher.

## Demografía
| 1527 | 1540 | 1743 | 2055 | 2298 | 2409 | 2587 |
| Para los censos de 1962 a 1999 la población legal corresponde a la población sin duplicidades (Fuente: INSEE [Consultar]) |      |      |      |      |      |      |